# António Oliveira (ur. 1958)
António Henriques Jesus Oliveira (ur. 8 czerwca 1958 w Moicie) – portugalski piłkarz grający na pozycji środkowego obrońcy.

## Kariera klubowa
Karierę piłkarską Oliveira rozpoczął w klubie CS Marítimo. W sezonie 1977/1978 zadebiutował w jego barwach w pierwszej lidze portugalskiej. Od czasu debiutu był podstawowym zawodnikiem Marítimo. W 1981 roku spadł z nim do drugiej ligi, ale pobyt w niej trwał tylko rok. W Marítimo grał do 1983 roku.
Kolejnym klubem w karierze Oliveiry była SL Benfica. W Benfice grał od lata 1983 do lata 1987 i wystąpił w niej 95 razy 5 razy zdobywając gola w lidze. W 1984 i 1987 roku wywalczył z Benfiką dwa tytuły mistrza Portugalii.
W 1987 roku Oliveira wrócił do CS Marítimo i zajmował z nim miejsca w środku tabeli. W 1990 roku odszedł z klubu do SC Beira-Mar. W 1991 roku wystąpił w finale Pucharu Portugalii, przegranym 1:3 po dogrywce z FC Porto. Piłkarzem klubu z miasta Aveiro był do 1994 roku i wtedy też zakończył karierę piłkarską.

## Kariera reprezentacyjna
W reprezentacji Portugalii Oliveira zadebiutował w 1983 roku. W 1986 roku został powołany przez selekcjonera Joségo Augusta Torresa na Mistrzostwa Świata w Meksyku. Tam był podstawowym zawodnikiem i zagrał w trzech meczach: z Anglią (1:0), z Polską (0:1) i z Marokiem (1:3). Od 1983 do 1989 roku rozegrał w kadrze narodowej 9 meczów.